# Jiří Hřebec
Jiří Hřebec (Teplice, Txecoslovàquia, 19 de setembre de 1950) és un tennista txec ja retirat de la competició.
En el seu palmarès consten tres títols individuals i quatre en dobles masculins del circuit ATP. Aquests resultats li van permetre arribar al 25è lloc del rànquing individual l'any 1974. Va formar part de l'equip txecoslovac de Copa Davis en diverses ocasions, i va arribar a disputar la final de la competició en l'edició de 1975.
Posteriorment també va exercir com a entrenador de tennis de la seva compatriota Markéta Vondroušová.

## Palmarès

### Individual: 8 (3−5)
| Títols per superfície |
| --------------------- |
| Dura (1−0)            |
| Gespa (0−0)           |
| Terra batuda (1−2)    |
| Moqueta (1−3)         |

| Resultat  | Núm. | Data                 | Torneig                         | Superfície   | Oponent          | Marcador                |
| --------- | ---- | -------------------- | ------------------------------- | ------------ | ---------------- | ----------------------- |
| Guanyador | 1.   | 22 d'octubre de 1973 | Praga, Txecoslovàquia           | Terra batuda | Jan Kodeš        | 4−6, 6−1, 3−6, 6−0, 7−5 |
| Finalista | 1.   | 1 d'abril de 1974    | Atlanta, Estats Units           | Moqueta (i)  | Dick Stockton    | 2−6, 1−6                |
| Finalista | 2.   | 8 de juliol de 1974  | Düsseldorf, Alemanya Occidental | Terra batuda | Bernard Mignot   | 1−6, 0−6, 6−0, 4−6      |
| Guanyador | 2.   | 10 de febrer de 1975 | Basilea, Suïssa                 | Moqueta (i)  | Ilie Năstase     | 6−1, 7−6, 2−6, 6−3      |
| Finalista | 3.   | 17 de març de 1975   | Memphis, Estats Units           | Moqueta (i)  | Harold Solomon   | 6−2, 1−6, 4−6           |
| Finalista | 4.   | 1 de març de 1976    | Basilea                         | Moqueta (i)  | Jan Kodeš        | 4−6, 2−6, 3−6           |
| Guanyador | 3.   | 14 de febrer de 1977 | San Jose, Estats Units          | Dura         | Sandy Mayer      | 3−6, 6−4, 7−5           |
| Finalista | 5.   | 13 de juny de 1977   | Berlín, Alemanya Occidental     | Terra batuda | Paolo Bertolucci | 6−4, 5−7, 4−6, 6−2, 6−4 |

### Dobles masculins: 10 (5−5)
| Títols per superfície |
| --------------------- |
| Dura (1−2)            |
| Gespa (0−0)           |
| Terra batuda (3−2)    |
| Moqueta (1−1)         |

| Resultat  | Núm. | Data                 | Torneig                         | Superfície   | Parella          | Oponents                              | Marcador                        |
| --------- | ---- | -------------------- | ------------------------------- | ------------ | ---------------- | ------------------------------------- | ------------------------------- |
| Finalista | 1.   | 27 de març de 1973   | Montecarlo, Mònaco              | Terra batuda | František Pála   | Patrice Beust Daniel Contet           | 6−3, 1−6, 10−12, 2−6            |
| Guanyador | 1.   | 29 de gener de 1973  | Des Moines, Estats Units        | Dura (i)     | Jan Kukal        | Juan Gisbert Ion Țiriac               | 4−6, 7−6, 6−1                   |
| Finalista | 2.   | 5 de febrer de 1973  | Salt Lake City, Estats Units    | Dura         | Jan Kukal        | Mike Estep Raúl Ramírez               | 4−6, 6−7                        |
| Guanyador | 2.   | 8 de juliol de 1974  | Düsseldorf, Alemanya Occidental | Terra batuda | Jan Kodeš        | Kenichi Hirai Toshiro Sakai           | 6−1, 6−4                        |
| Finalista | 3.   | 1 de març de 1976    | Basilea, Suïssa                 | Moqueta (i)  | Jan Kodeš        | Frew McMillan Tom Okker               | 4−6, 6−7, 4−6                   |
| Guanyador | 3.   | 19 de juliol de 1976 | Kitzbühel, Àustria              | Terra batuda | Jan Kodeš        | Jürgen Fassbender Hans-Jürgen Pohmann | 6−7, 6−2, 6−4                   |
| Guanyador | 4.   | 14 de març de 1977   | Hèlsinki, Finlàndia             | Moqueta (i)  | Hans Kary        | David Lloyd John Lloyd                | 5−7, 7−6, 6−4                   |
| Guanyador | 5.   | 6 de juny de 1977    | Brussel·les, Bèlgica            | Terra batuda | Hans Kary        | František Pala Balázs Taróczy         | 2−6, 6−4, 2−2, final no acabada |
| Finalista | 4.   | 24 de març de 1980   | Niça, França                    | Terra batuda | Stanislav Birner | Chris Delaney Kim Warwick             | 4−6, 0−6                        |
| Finalista | 5.   | 16 de març de 1981   | Nancy, França                   | Dura (i)     | John Feaver      | Ilie Năstase Adriano Panatta          | 4−6, 6−2, 4−6                   |

### Equips: 1 (0−1)
| Resultat  | Núm. | Data                      | Torneig                      | Superfície  | Equip                                    | Oponents                                              | Marcador |
| --------- | ---- | ------------------------- | ---------------------------- | ----------- | ---------------------------------------- | ----------------------------------------------------- | -------- |
| Finalista | 1.   | 19−21 de desembre de 1975 | Copa Davis, Estocolm, Suècia | Moqueta (i) | Jan Kodeš Frantisek Pala Vladimir Zednik | Birger Andersson Ove Bengtson Björn Borg Rolf Norberg | 2−3      |